# Pallacanestro Broni 93 2019-2020
Questa voce raccoglie le informazioni riguardanti la Pallacanestro Broni 93 nelle competizioni ufficiali della stagione 2019-2020.

## Stagione
La stagione 2019-2020 della Pallacanestro Broni 93, sponsorizzata Della Fiore, è la quarta che disputa in Serie A1.

## Roster
|    | Naz.                   | Ruolo | Sportivo            | Anno | Alt. |  |  |
| -- | ---------------------- | ----- | ------------------- | ---- | ---- |  |  |
| 2  | Italia (bandiera)      | G     | Greta Miccoli       | 2000 | 170  |  |  |
| 3  | Italia (bandiera)      | G     | Laura Spreafico     | 1991 | 172  |  |  |
| 4  | Italia (bandiera)      | PG    | Marida Orazzo       | 1994 | 174  |  |  |
| 5  | Italia (bandiera)      | P     | Anna Togliani       | 1998 | 171  |  |  |
| 7  | Italia (bandiera)      | P     | Giulia Moroni       | 1994 | 171  |  |  |
| 10 | Camerun (bandiera)     | AC    | Monique Ngo Ndjock  | 1985 | 185  |  |  |
| 12 | Italia (bandiera)      | G     | Francesca Parmesani | 1998 | 181  |  |  |
| 17 | Croazia (bandiera)     | P     | Ivana Tikvić        | 1994 | 194  |  |  |
| 18 | Italia (bandiera)      | AC    | Elena Castello      | 1998 | 188  |  |  |
| 20 | Italia (bandiera)      |       | Valentina Romice    | 2002 | 0    |  |  |
| 21 | Italia (bandiera)      | A     | Anna Lavezzi        | 2002 | 182  |  |  |
| 22 | Stati Uniti (bandiera) | A     | Jaime Nared         | 1995 | 0    |  |  |
| 23 | Italia (bandiera)      | G     | Martina Quintini    | 2001 | 0    |  |  |
| 24 | Croazia (bandiera)     | AC    | Nina Premasunac     | 1992 | 187  |  |  |
| 44 | Italia (bandiera)      | G     | Anna Capra          | 2003 | 170  |  |  |

## Mercato
| Acquisti         | Acquisti            | Acquisti      | Acquisti   |
| R.               | Nome                | da            | Modalità   |
| ---------------- | ------------------- | ------------- | ---------- |
| PG               | Marida Orazzo       | Le Mura Lucca | definitivo |
| AC               | Monique Ngo Ndjock  | Le Mura Lucca | definitivo |
| G                | Francesca Parmesani | B.T. Crema    | definitivo |
| P                | Ivana Tikvić        | Olympiacos    | definitivo |
| *                | Valentina Romice    | Tigers Parma  | definitivo |
| A                | Anna Lavezzi        | Vigarano      | definitivo |
| A                | Jaime Nicole Nared  | Elitzur Ramla | definitivo |
| Altre operazioni |                     |               |            |
| R.               | Nome                | da            | Modalità   |
| G                | Martina Quintini    | giovanili     | -          |

| Cessioni | Cessioni              | Cessioni         | Cessioni       |
| R.       | Nome                  | a                | Modalità       |
| -------- | --------------------- | ---------------- | -------------- |
| GA       | Enrica Pavia          | BCC Derthona Bk. | fine contratto |
| P        | Valentina Bonasia     | Le Mura Lucca    | fine contratto |
| A        | Julie Wojta           | Gernika Bizkaia  | fine contratto |
| C        | Nikolina Milić        | Gernika Bizkaia  | fine contratto |
| AC       | Giovanna Elena Smorto | Le Mura Lucca    | fine contratto |
| C        | Valentina Gatti       | Eirene Ragusa    | fine contratto |